# Бессмертный, Юрий Евгеньевич
Ю́рий Евге́ньевич Бессме́ртный (род. 27 августа 1987 года) — профессиональный белорусский тайский боксёр, получивший прозвище «Принц». Является многократным чемпионом Белоруссии и мира по тайскому боксу среди профессионалов и носит звание мастера спорта международного класса. На профессиональном ринге провёл более 50 боёв, из которых 19 боёв закончил нокаутом. В настоящее время помимо боёв, занимается тренерством.

## Биография
Родился в Минске 27 августа 1987 года. В 11 лет он начал тренироваться в клубе тайского бокса «Чинук» у тренера Дмитрия Борисовича Пясецкого, который тренировал к тому времени свыше 50 человек. Через полгода после тренировок Юрий начинает пробовать себя в спаррингах, неплохо показав себя в них. Спустя некоторое время Бессмертный оказался в числе сборной клуба. В сборной тренировались все лучшие бойцы Белоруссии — Игнашов, Гурков, Карпин, Ахраменко, Устинов. Спустя год он пробует себя на любительских соревнованиях, выиграв свой первый бой. Ни в одном любительском бою среди юниоров в дальнейшем он не проигрывал, выиграв чемпионат мира. В 17 лет Бессмертный начинает участвовать во взрослых соревнованиях. Затем пробует себя в профессиональном бою — в 2004 году он выигрывает у соперника по очкам.
В 2005 году Бессмертный принял участие в турнире S-1 2005 в Польше и завоевал пояс чемпиона. В 2007 году принял участие в отборочном турнире в К-1 World Max, который проходил в Литве. Юрий одержал победу в своём первом бою этого турнира, получив серьёзную травму. Выйдя в полуфинал, он отбившись с соперником все четыре раунда включая дополнительный, всё же проиграл бой по очкам. После поражения Бессмертный выбывает из мира профессиональных боёв на длительное время, чтобы заняться своим здоровьем.
В 2009 году тренер Юрия решает отойти от клуба, чтобы обосновать свой собственный, и потому Юрий продолжает тренироваться в клубе «Чинук» под руководством Андрея Сергеевича Гридина. Вылечив травмы, Бессмертный возвращается на ринг в 2010 году, выиграв турнир по правилам К-1 за пояс чемпиона версии WKF 2010 года. Год спустя Юрий выигрывает турнир за пояс чемпиона версии WFKB 2011, открыв себе дорогу на турниров «Fight Code». Юрий становится участником турнира восьмёрки лучших бойцов Fight Code, где на кону стояло звание чемпиона и призовой фонд в 80 000 $. Юрий, встретившись в 1\8 финала с швейцарцем Selmedin Didic, побеждает его по очкам, попав в 1\4 финала против Армена Петросяна. Юрий побеждает Петросяна по очкам. Но на следующий день организаторы Fight Code сообщили, что ошиблись с подсчётами очков и ставят условие — либо они отменяют «ошибочное» судейское решение в пользу Петросяна, либо Юрий соглашается провести ещё один бой с Арменом Петросяном. Юрий выбрал второй вариант, и спустя некоторое время их встреча состоялась вновь, где Бессмертный отправил Армена в нокаут. Победив в полуфинале венгра Норберта Балога по очкам, он попал в финал против Судсакорна. На счету у тайского боксёра было свыше 200 профессиональных боёв и около 40 поражений. Юрий переиграл тайского бойца по всем статьям и стал чемпионом турнира Fight Code.
5 февраля 2012 года Бессмертный победил Гаго Драго. 25 марта Юрий победил Кристиана Милеа. Последний бой Юрий провел в новом сезоне Fight Code против эстонца Эдвина Кибуса, которого так же побеждает.
Профессиональный спорт
- Чемпион турнира S-1 (2005 год)
- Победитель боя за пояс WKF (2010 год)
- Победитель боя за пояс WFKB (2011 год)
- Чемпион турнира Fight Code (2011 год)
- Победитель боя за пояс WAKO (2013 год)